# Laleu (Orne)
Laleu település Franciaországban, Orne megyében. Lakosainak száma 361 fő (2022. január 1.). Laleu Sainte-Scolasse-sur-Sarthe, Bures, Coulonges-sur-Sarthe, Montchevrel és Saint-Aubin-d’Appenai községekkel határos.

## Népesség
A település népességének változása:
| Lakosok száma | 364  | 364  | 369  | 360  | 358  | 356  | 353  | 359  | 361  |
|               | 2013 | 2015 | 2016 | 2017 | 2018 | 2019 | 2020 | 2021 | 2022 |